# Cornelio di Imola
Cornelio di Imola (Forum Cornelii, ... – Forum Cornelii, 446) è stato un vescovo e santo romano.

## Vita e opere
Arcidiacono e poi vescovo a Forum Cornelii, la sua città, fondò una scuola. Tra i suoi allievi emerse Pietro (oggi santo), che Cornelio condusse al sacerdozio e tenne con sé come arcidiacono durante il ministero episcopale.
Con il suo insegnamento formò anche altri due giovani che la Chiesa riconoscerà come santi: Donato e Proietto.
È il primo vescovo della diocesi imolese di cui si abbia menzione nelle fonti storiche. La sua nomina avvenne in un anno compreso tra il 390 e il 412.
Morì a Forum Cornelii nel 446.

## Dissero di lui
Pietro Crisologo ci ha tramandato questo ricordo: “Poiché Cornelio - illustre per santità di vita, chiarissimo per ornamento di ogni virtù, noto a tutti per la grandezza delle sue opere - a me fu padre, egli mi diede la vita per mezzo del Vangelo [...] e per questo è dolce per me, venerando e mirabile il nome di Cornelio”.